# Сенько Кирило Сергійович
Кирило Сергійович Сенько (нар. 19 листопада 2002) — український футболіст, нападник ковалівського «Колоса».

## Життєпис
Напередодні старту сезону 2019/20 років приєднався до «Колоса». Першу частину сезону провів у юніорській команді, також залучався до молодіжної команди. У другій частині сезону 2019/20 років почав залучатися до тренувань першої команди. Дебютував за дорослу команду ковалівського клубу 15 липня 2020 року в програному (0:2) виїзному поєдинку 31-о туру Прем'єр-ліги проти донецького «Шахтаря». Кирило вийшов на поле на 75-й хвилині, замінивши Євгенія Смирного.